# Globo Pepsi

El logotipo actual de Pepsi utilizado a partir del 15 de octubre de 2023, revelado a principios de ese año.

El Globo Pepsi (en inglés, Pepsi Globe) es el logotipo de Pepsi, llamado así por su diseño rojo, blanco y azul en forma de esfera. Es uno de los logotipos más reconocibles del mundo.

## Historia
Los orígenes del globo se remontan a la década de 1940, cuando Pepsi introdujo una nueva tapa de botella en la que aparecía la palabra "Pepsi" en letra de imprenta dentro del fondo blanco de un tricolor ondeante, como muestra del patriotismo estadounidense durante la Segunda Guerra Mundial. Una ilustración de esa tapa de botella se convirtió en el logotipo principal de Pepsi alrededor de 1945, y se mantuvo incluso cuando la palabra escrita fue reemplazada por una moderna palabra escrita sin serifa en 1962.
La representación literal de la tapa de la botella se sustituyó por una representación simplificada en 1973, momento en el que la marca denominativa se hizo más pequeña para que cupiera dentro del perímetro del disco. En 1984, Pepsi Light incorporó una versión con franjas del globo, y el globo estándar se actualizó ligeramente en 1987.
Un rediseño de 1991 trasladó la marca denominativa del interior del globo a la parte superior, reduciendo drásticamente su tamaño y prominencia. En 1997, se eliminó la barra roja, ya que Pepsi adoptó un embalaje totalmente azul y detalló visualmente el globo para hacerlo parecer tridimensional. Este fue el primer logotipo denominado oficialmente "Globo Pepsi". El diseño fue perfeccionado en agosto de 2003, cuando se actualizó el tipo de letra y el globo se hizo más elaborado. Esta versión se mantuvo prácticamente igual en 2008, cuando Pepsi volvió a rediseñar el envase para mostrar diferentes fondos en cada lata, aunque el color siguió siendo azul.

## Versiones

El logotipo de Pepsi utilizado de 1962 a 1973, que fue el primero en omitir la palabra "cola".
El logotipo utilizado de 1973 a 1987[4] y recuperado para la Pepsi Throwback en 2014.
Logotipo utilizado de 1987 a 1991, con el texto en Handel Gothic.
El logotipo utilizado del 24 de septiembre de 1991 al 17 de diciembre de 1997, con la marca denominativa separada del globo.
El logotipo utilizado desde el 18 de diciembre de 1997 hasta el 31 de julio de 2003, que utilizó sombreado para representar el globo como una bola.
El logotipo utilizado desde el 1 de agosto de 2003 hasta el 18-19 de mayo de 2008, en el que se utilizaba un efecto de realce que sugería una forma tridimensional irregular.
El logotipo utilizado desde el 19 de mayo de 2008 hasta mediados de 2009 amplió el diseño existente con gotas de agua y fragmentos de hielo. Sin embargo, el logotipo antiguo seguía utilizándose en tiendas de EE.UU., a pesar de haberse lanzado el logotipo de 2008. Una combinación de los logotipos de 2003 y 2008 se mantuvo en las tiendas estadounidenses hasta principios de la tercera semana de junio de 2008.
El logotipo utilizado desde el 1 de junio de 2009 hasta el 1 de junio de 2014, que restableció la coloración plana e introdujo una nueva forma que sugiere una "P" o una sonrisa.
Logotipo anterior del 2 de junio de 2014 al 14 de octubre de 2023
Logotipo actual desde el 15 de octubre de 2023. En este logotipo se utilizan los logotipos de 1973 y 1987 como la base para el nuevo logo. Pero con algunos cambios como tener un fondo transparente, cambiar la letra y agregándole el color negro.

### Rediseño de 2008 por Arnell Group
En octubre de 2008, Pepsi anunció que había contratado a la agencia de consultoría de marcas Arnell Group, con sede en Nueva York, para rediseñar muchos de sus productos de cara a 2009. La presentación inicial del nuevo diseño del globo se hizo mediante la filtración de una propuesta de diseño de 27 páginas titulada BREATHTAKING Design Strategy (Estrategia de diseño IMPRESIONANTE), en la que se utilizaba un lenguaje tan exagerado que algunos sugirieron que formaba parte de un plan de marketing viral. El globo sufrió su transformación más drástica hasta la fecha: la banda blanca perdió su onda simétrica rotacional y adoptó una forma irregular que recuerda a una sonrisa o a la letra "P". La marca denominativa se puso en minúsculas y se cambió a un tipo geométrico sin serifa, un diseño muy similar al utilizado para Pepsi Light en los años 70 y 80.
Al principio, la anchura de la "sonrisa" variaba según los productos, asignándose la más estrecha a Pepsi Light y la más ancha a Pepsi Max, pero en 2010 todas las variantes, excepto Pepsi Throwback, utilizaban la versión estándar del globo.

### Rediseño de 2023
El 28 de marzo de 2023, PepsiCo presentó un nuevo Globo Pepsi, que se lanzó en Estados Unidos el 23 de agosto de ese año. El nuevo diseño hace referencia al globo de 1973 y restablece la marca denominativa centrada. La marca denominativa, así como otros elementos que acompañan a la imagen de marca, es de color negro (en lugar de azul) por primera vez desde que la imagen de la tapa de botella fuera sustituida por el globo abstracto. Este logotipo inició el proceso de introducción gradual en los productos Pepsi el 23 de agosto de 2023.